# Dompierre (Vaud)
Pour les articles homonymes, voir Dompierre.
Dompierre est une commune suisse du canton de Vaud, située dans le district de la Broye-Vully. Citée dès 1228, elle fait partie du district de Moudon entre 1798 et 2007. La commune est peuplée de 248 habitants en 2022. Son territoire, d'une surface de 322 hectares, se situe entre les vallées de la Broye et de la Glâne.

## Histoire
Dompierre est mentionné en 1228 sous le nom de Donperro, du latin Dominus Petrus signifiant Seigneur Pierre. Le chapitre de Lausanne y perçoit la dîme jusqu'au XVIe siècle. Le village fait partie du bailliage de Moudon et relève de la châtellenie de Lucens à l'époque bernoise, de 1536 à 1798, puis du district de Moudon de 1798 à 2007 et du district de la Broye-Vully depuis 2008. L'église actuelle est construite en 1839 sur le site de l'église Notre-Dame, datant du XIIe siècle.

### Héraldique
| Armes de Dompierre | Les armes de la commune de Dompierre se blasonnent ainsi : D'or au lion de sable lampassé de gueules. |

## Géographie
Dans le détail en 2004, les aires industrielles et artisanales représentent 0,31 % du territoire communal, les maisons et bâtiments 3,42 %, les routes et infrastructures de transport 1,24 %, les zones agricoles 57,45 % et les zones arboricoles et viticoles 4 %.
Jusqu'à sa dissolution, la commune faisait partie du district de Moudon. Depuis le 1er janvier 2008, elle fait partie du nouveau district de la Broye-Vully. Elle a des frontières communes avec Valbroye, Prévonloup, Lovatens et Curtilles dans le canton de Vaud, ainsi qu'avec Romont dans le canton de Fribourg.
Le territoire communal se trouve sur le plateau suisse, entre les vallées de la Broye et de la Glâne ; il est arrosé par la Seyve, un affluent du ruisseau de Seigneux. Les différents cours d'eau ont creusé des vallées qui marquent la frontière nord de la commune ; à l'ouest, le territoire part de la vallée de la Broye pour monter jusqu'à la colline de la Crétat et à la forêt du Grand Bois. Avec 800 mètres d'altitude, le sommet de la crête du bois de Billens est le point culminant de la commune.
En plus du village de Dompierre, la commune compte également le hameau des Granges-de-Dompierre ainsi que plusieurs exploitations agricoles isolées.

## Démographie
Dompierre possède 248 habitants en 2022. Sa densité de population atteint 77 hab./km2.
En 2000, la population de Dompierre est composée de 127 hommes (51,6 %) et 119 femmes (48,4 %). La langue la plus parlée est le français, avec 233 personnes (94 %). La deuxième langue est l'allemand (11 habitants ou 4,4 %). Il y a 237 personnes de nationalité suisse (95,6 %) et 11 personnes étrangères (4,4 %). Sur le plan religieux, la communauté protestante est la plus importante avec 176 personnes (71 %), suivie des catholiques (37 paroissiens ou 14,9 % de la population). 19 personnes (7,7 %) n'ont aucune appartenance religieuse.
La population de Dompierre est de 371 habitants en 1850. Elle baisse à 183 habitants en 1980 avant de remonter à 252 habitants en 2010. Le graphique suivant résume l'évolution de la population de Dompierre entre 1850 et 2010 :

## Politique
Lors des élections fédérales suisses de 2011, la commune a voté à 34,87 % pour l'Union démocratique du centre. Les deux partis suivants furent le Parti socialiste suisse avec 17,84 % des suffrages et le Parti libéral-radical avec 12,34 %.
Lors des élections cantonales au Grand Conseil de mars 2011, les habitants de la commune ont voté pour l'Union démocratique du centre à 39,85 %, le Parti libéral-radical à 33,18 %, le Parti socialiste à 10,91 %, les Verts à 9,24 %, le Parti bourgeois démocratique et les Vert'libéraux à 5,45 % et Vaud Libre à 1,36 %.
Sur le plan communal, Dompierre est dirigé par une municipalité formée de 5 membres et dirigée par un syndic pour l'exécutif et un Conseil général dirigé par un président et secondé par un secrétaire pour le législatif.

## Économie
Jusqu'au milieu du XXe siècle, l'économie locale était principalement tournée vers l'agriculture, l'arboriculture fruitière et l'élevage qui représentent encore aujourd'hui une part importante des emplois locaux. Dans les dernières décennies cependant, le village s'est transformé avec la création de plusieurs zones résidentielles occupées par des personnes travaillant dans les villes voisines. Cette transformation s'est accompagnée de la création de plusieurs petites entreprises locales, principalement de service.

## Transports
Au niveau des transports en commun, Dompierre fait partie des communautés tarifaires fribourgeoise (Frimobil) et vaudoise (Mobilis). Les bus reliant Romont à Lucens et Romont à Payerne s'arrêtent dans la commune. Le village est aussi desservi par les bus sur appel Publicar, qui sont un service de CarPostal.